# Traga (canción)
«Traga» es el primer sencillo del segundo álbum de Rekiem Apgar:0 (ya que Claroscuro fue lanzado para la banda sonora de "Angel Negro"). Este sencillo logró una importante rotación en Radio Rock and Pop y 40 principales. Este sencillo le ha servido al grupo para abrir numerosas puertas y ha despertado el interés de sellos tanto independientes como Multinacionales por la banda, ya que junto a "[Solsticio" es la canción más exitosa del grupo.

## Vídeo musical
El video del sencillo fue realizado por el director Ricardo Olguín, en enero del año 2002. El vídeo llegaría al número 1 de la sección Los 10 más pedidos de MTV, y conseguiría abarcar la votación popular de la teleaudencia de Chile, Perú, Bolivia y Ecuador, logrando un hecho que es inédito para una banda independiente.

## Otras versiones
- Una versión nueva de la canción fue grabada en 2009, para Singles & Rarezas pero con la diferencia de que en la voz esta Francisco Silva y como guitarrista esta Rodrigo Cortés.
- Existe una versión acústica y una en vivo en el álbum recopilatorio Apgar:10

- Datos: Q6151487